# Charlotte Salomon
Charlotte Salomon, (Berlín, 16 de abril de 1917 - campo de concentración de Auschwitz, el 10 de octubre de 1943) fue una pintora alemana de origen judío.

## Biografía

### Infancia y juventud en Berlín
Su padre, Albert Salomon, era médico cirujano y un profesor universitario renombrado y su madre era enfermera. Pertenecientes a la alta burguesía tenían una acomodada vida en el barrio berlinés Charlottenburg. Cuando Charlotte tenía 9 años, el 22 de febrero de 1926, su madre, Franziska Grunwald, se suicidó arrojándose desde una ventana de su casa. A Salomon, que tenía el nombre de su tía materna, que se había suicidado también a los 18 años, le dijeron que su madre había muerto debido al agravamiento de una gripe. Fue educada por institutrices hasta que 4 años más tarde su padre se casó con Paula Lindberg, una importante cantante lírica. Fue ella la que inició a Salomon en la belleza de la música y del arte mientras el nacionalsocialismo crecía en Alemania.
En 1933 cuando Hitler llegó al poder, su familia fue catalogada como “100% judía”; como muchas otras familias judías, intentaron adaptarse y su padre continuó ejerciendo su profesión. A fines de 1933, sus abuelos maternos, también judíos, emigraron a Italia y, al año siguiente se instalaron en Villefranche-sur-Mer, en el sur de Francia.
Víctima del antisemitismo del ambiente, Charlotte abandonó el liceo para seguir estudios artísticos siendo la única estudiante “100% judía” que fue aceptada en la Escuela Nacional de la Academia de Bellas Artes. Allí aprendió las técnicas tradicionales oficiales pero sus trabajos de esa época muestran la influencia de las obras modernas, milagrosamente salvaguardadas, en la biblioteca de la Academia.
Cuando el 9 de noviembre de 1938 tuvo lugar la Noche de los cristales rotos, Salomon ya no está en la Academia: un premio que acababa de ganar se lo habían dado a otra alumna por miedo de llamar la atención sobre su origen judío; la situación se estaba haciendo insoportable  y tras una corta detención de su padre, ella tuvo que abandonar Berlín y reunirse con sus abuelos en Francia, mientas que su padre y su esposa partían hacia Holanda.

### Exilio con sus abuelos en Francia

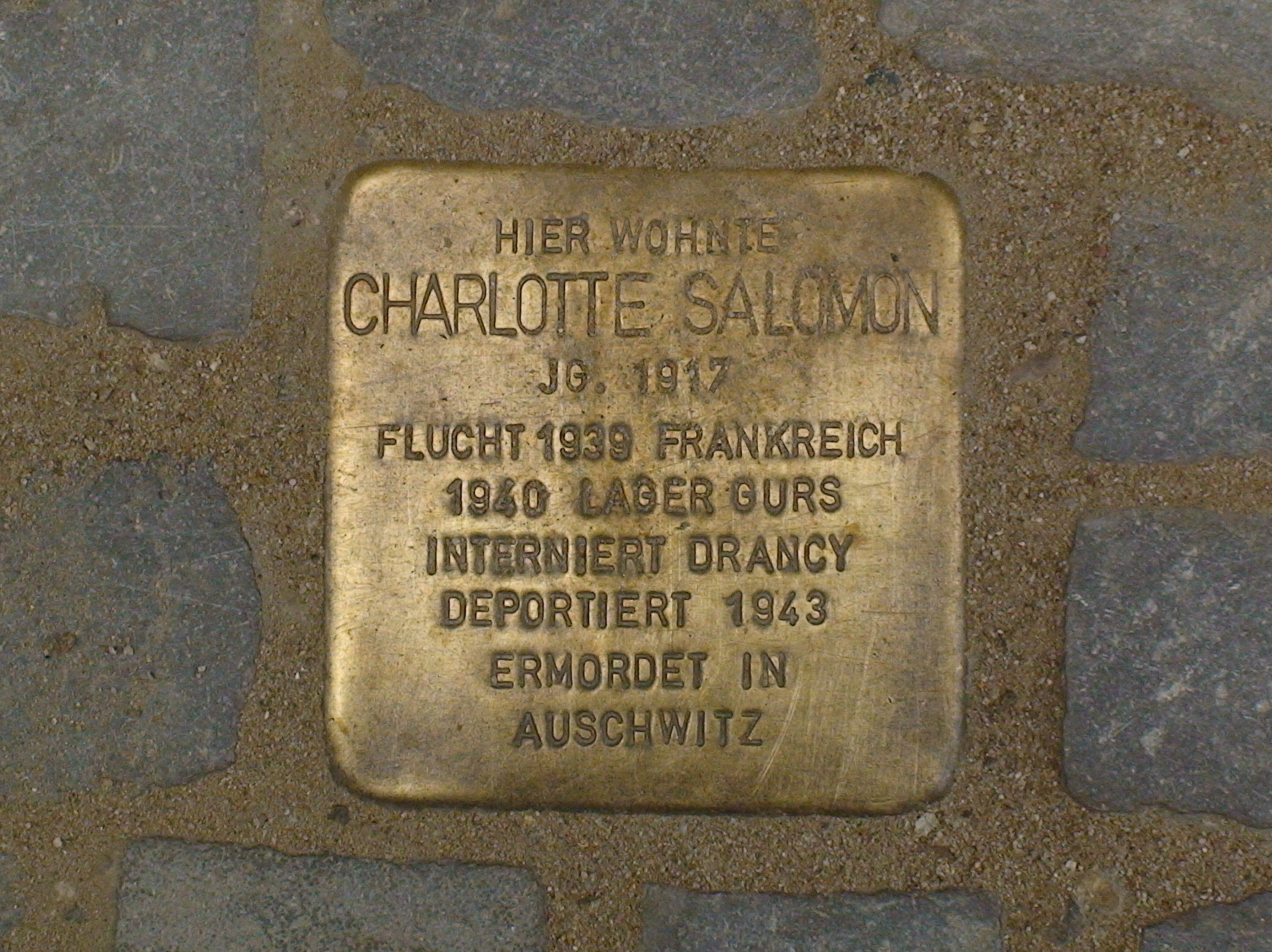
Stolpersteine cerca de la casa donde vivió Charlotte Salomon

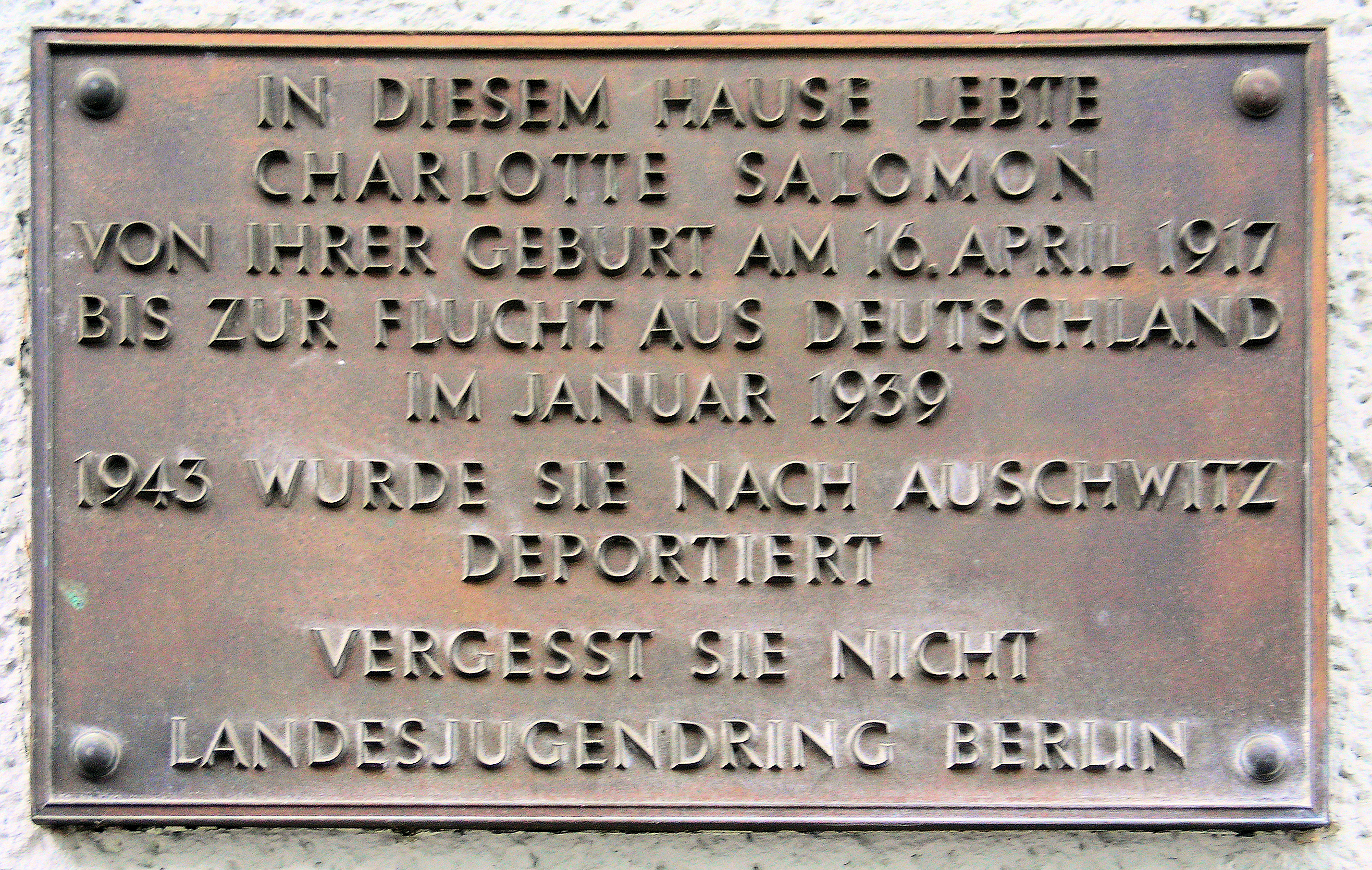
Placa conmemorativa en la casa donde vivió Charlotte Salomon

Al declararse la guerra, en septiembre de 1939, ella descubrió a su abuela que acababa de suicidarse y, mientras su abuelo intentaba reanimarla, este le confesó el gran secreto familiar: su madre no había muerto de una gripe sino que se había suicidado, al igual que su tía Charlotte de 18 años, y una tía y una prima: las mujeres de la familia se suicidaban.
Esta verdad fue un verdadero cataclismo para la joven Charlotte. Para conjurar esta fatalidad, se puso a pintar urgentemente, con la decisión de “crear algo verdaderamente loco y singular”.
En menos de dos años ( 1940 –1942) creó una obra compleja que mezcla teatro, pintura y música. Un camino fulgurante de 1325 gouaches, desde la primera imagen, la del suicidio en 1913 de su tía a quien no conoció y de la que llevaba el nombre, hasta la última, donde se pintaba a sí misma cuando en 1940 eligió vivir y convertirse en pintora: se representa pintando frente al mar y escribe sobre su espalda el nombre de la obra “¿Vida? o ¿Teatro?” (“Leben ? oder Theater ?”).
Esta dedicación al trabajo le permitió lograr el equilibrio mental y salvar su vida, al menos por un tiempo, en ese mundo hundido en la locura de la guerra.

## Obra: ¿Vida? o ¿Teatro?
Para “¿Vida? o ¿Teatro?” Charlotte seleccionó 769 aguadas, diversos textos y piezas musicales. Está dividida en tres partes: Preludio, Parte Principal y Epílogo. El Preludio muestra escenas admirablemente detalladas de su infancia en Berlín. En la Parte Principal, dedicada a Alfred Wolfsohn, el profesor de canto de su madrastra, quien probablemente fuera el primer amor de Charlotte, anota sus ideas respecto del arte y del alma. El Epílogo está centrado en su vida en la Costa Azul.
El estilo varía considerablemente de un periodo a otro. Las primeras pinturas son muy coloreadas y muestran una excepcional memoria de los espacios y lugares donde pasó su infancia. Después, la pintura se va volviendo cada vez más abstracta en la medida que los temas dejan de ser recuerdos materiales para convertirse en impresiones y vivencias más complejas.
La diferencia entre las pinturas del suicidio de su madre (imaginado) y el de su abuela (vivido) van desde la sensación de pérdida de una niña a la pena de una adulta herida. La primera, delicadamente pintada, es bella a pesar del tema, la última, rezuma solo dolor.
En el año 2020 el Jewish Historical Museum de Ámsterdamse expuso algunas de la 784 pinturas.

## Galería

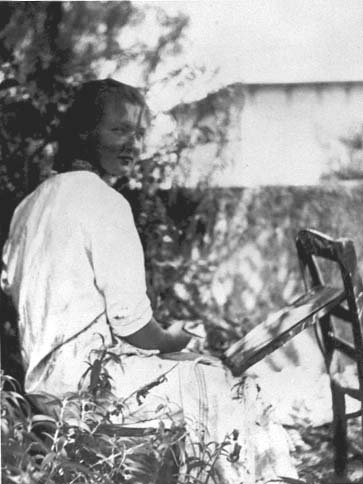
Charlotte Salomon pintando el jardín alrededor de 1939
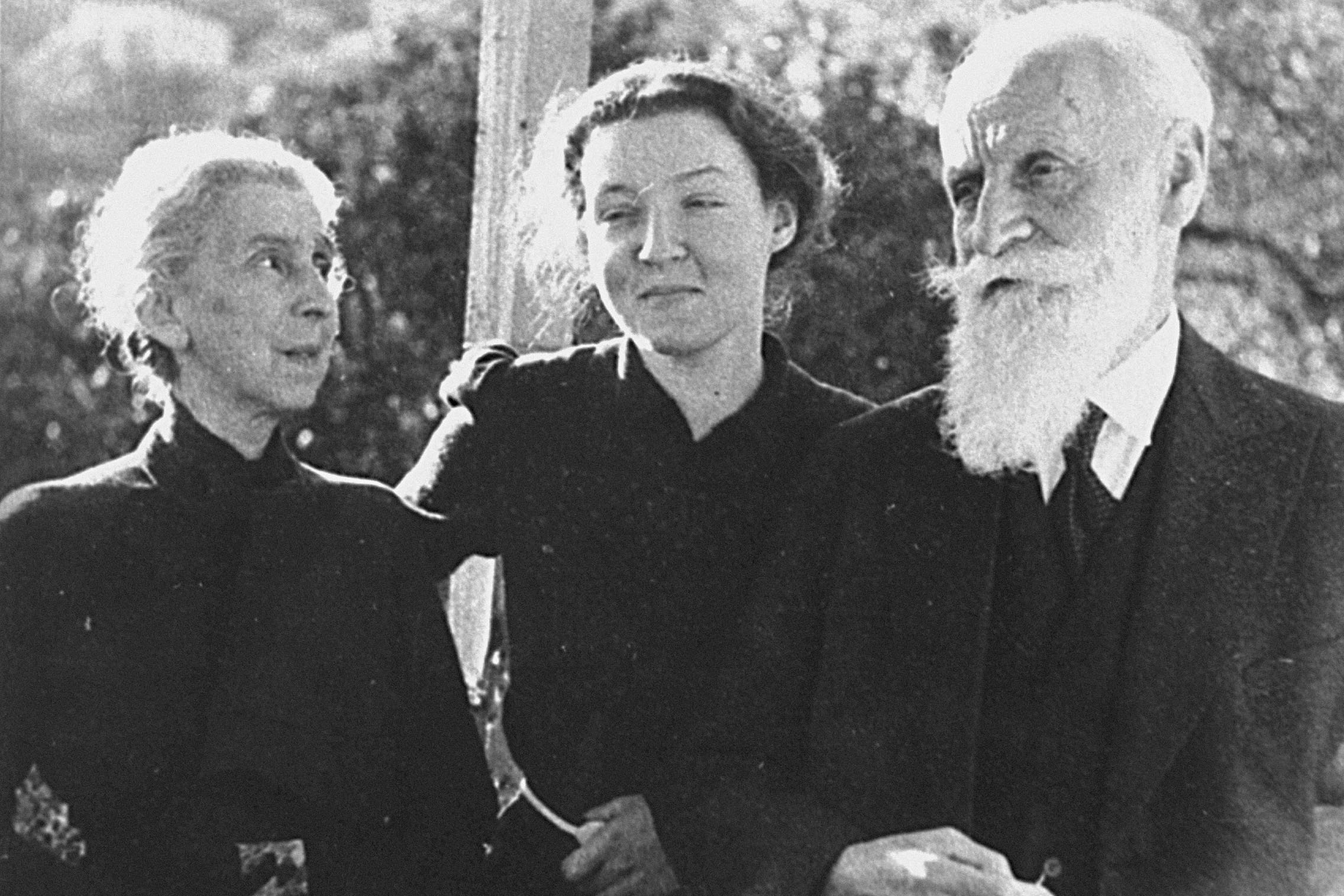
Charlotte con sus abuelos
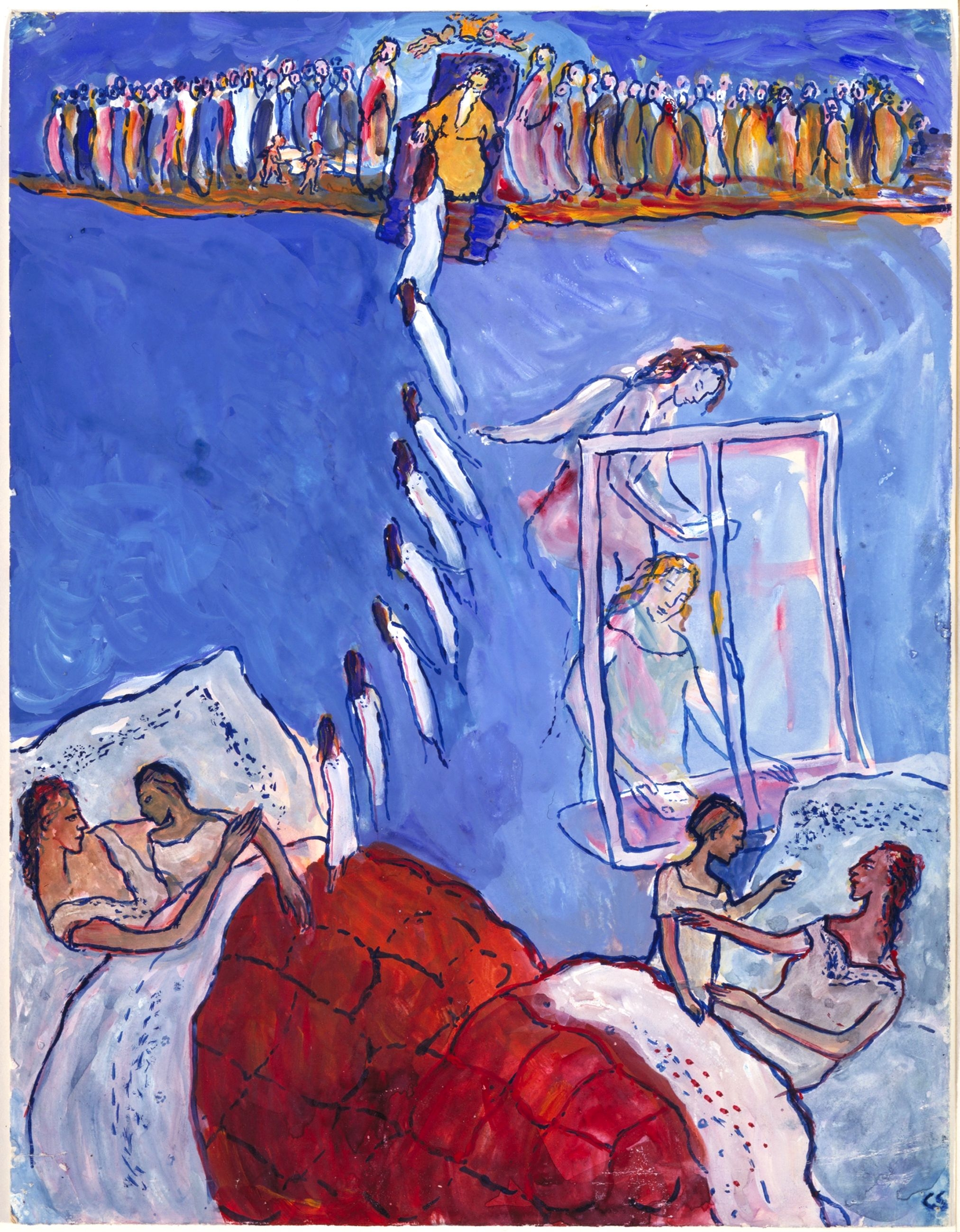
Charlotte Salomon - JHM 4175
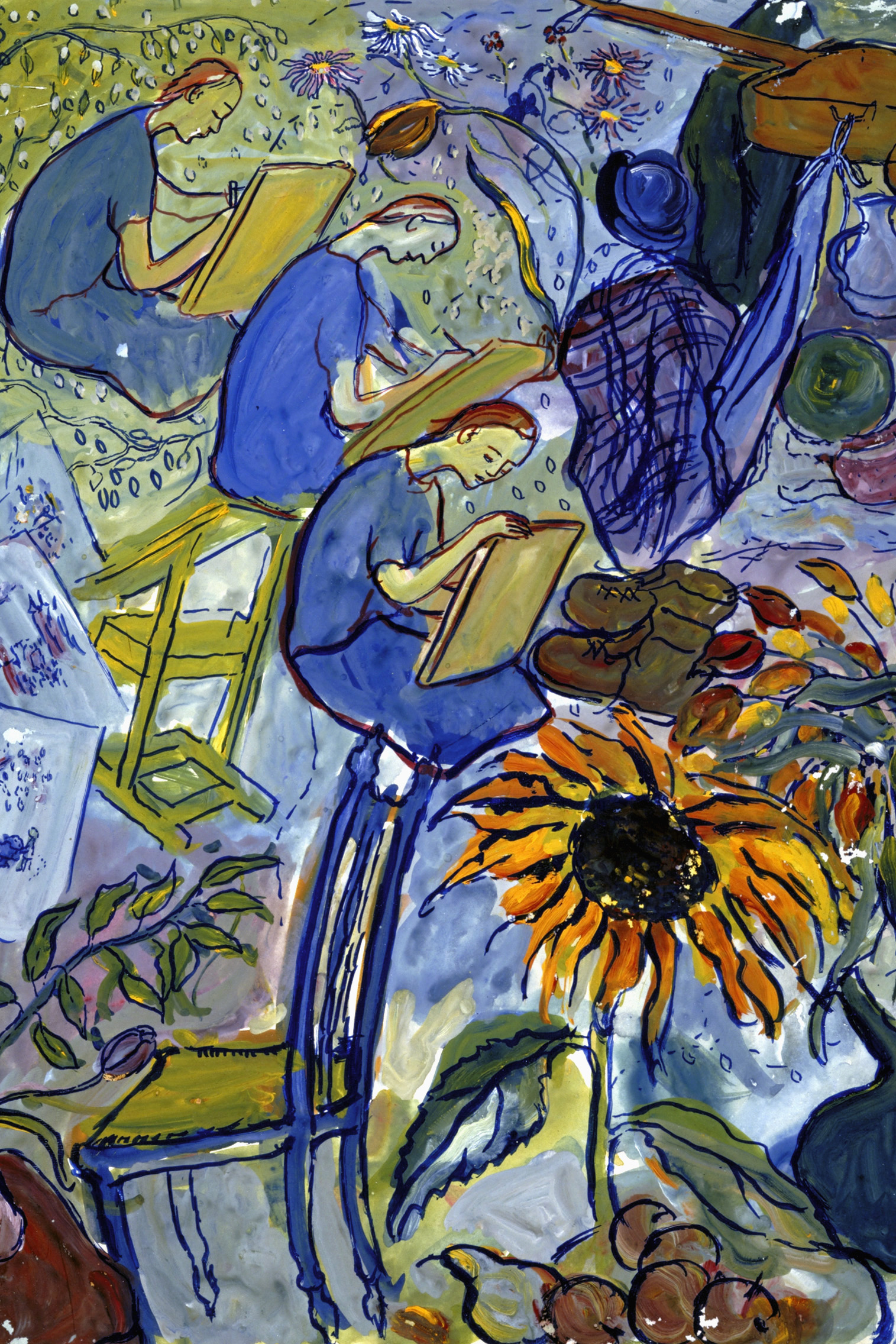
Charlotte Salomon - JHM 4351
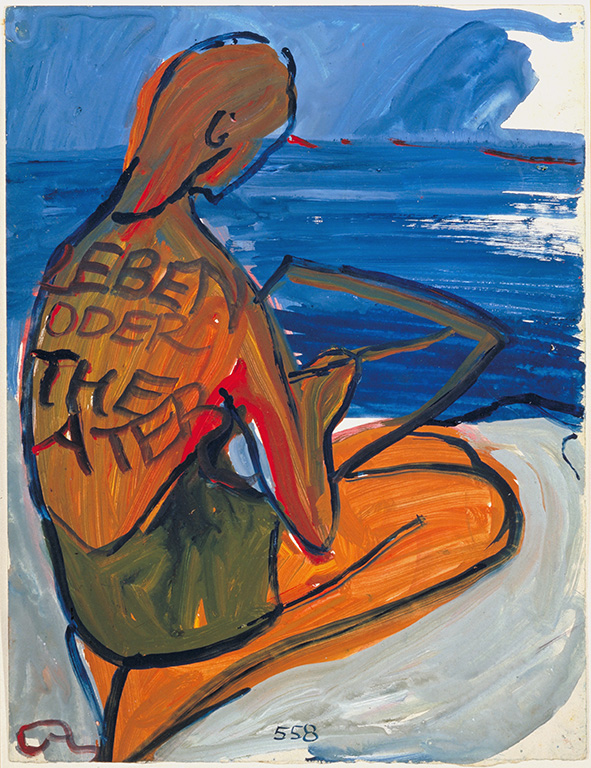
Charlotte Salomon - JHM 4925
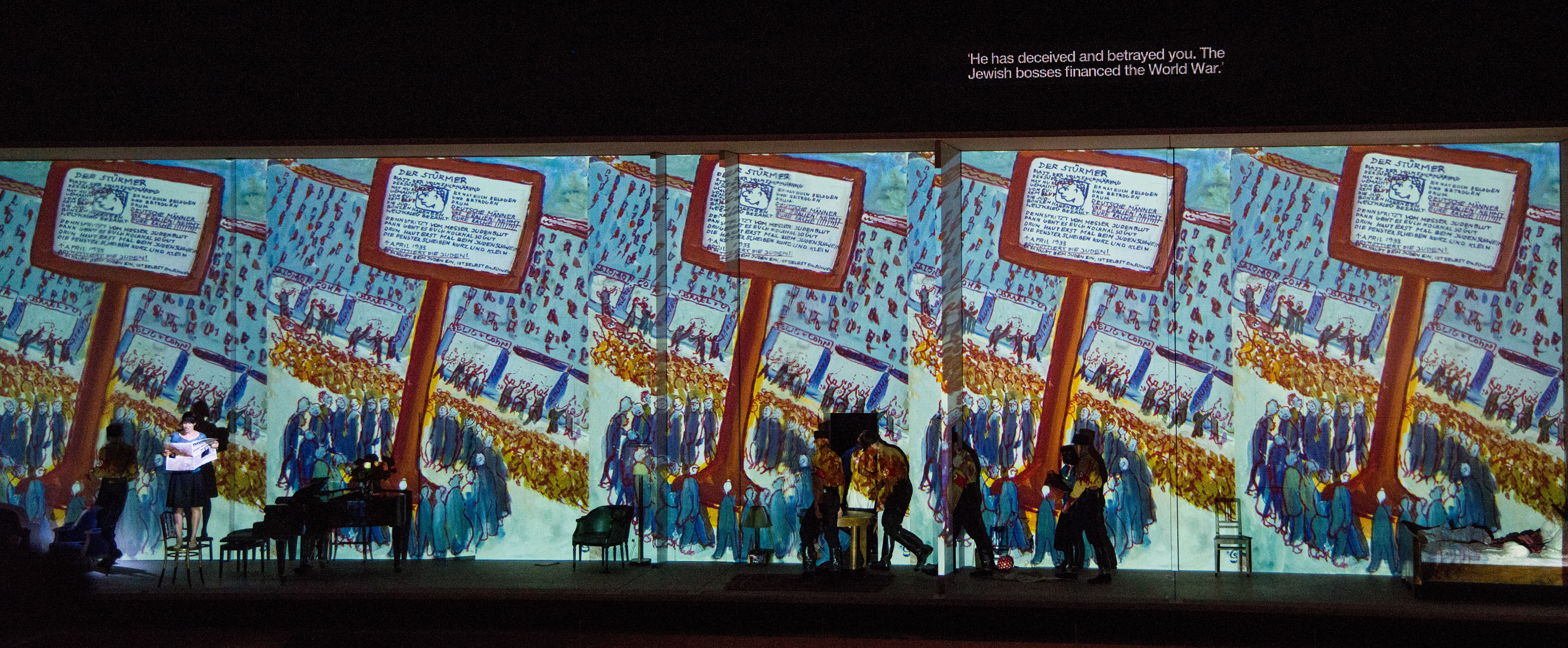
Charlotte Salomon, ópera de Marc-André Dalbavie, en el Festival de Salzburgo (2014)